# Mártírok tere
A Mártírok tere vagy Vértanúk tere (arabul: ميدان الشهداء átírás: Majdán es-Suhadá, 1969-2011 között a Kadhafi-rezsim alatt Zöld tér لساحة الخضراء, átírás: esz-Száha el-Hadrá) a líbiai főváros, Tripoli legnevezetesebb és szimbolikus jelentőségű tere. A belvárosban található, nem messze a kikötőtől. A helyi kereskedelem központja.

## Fekvése

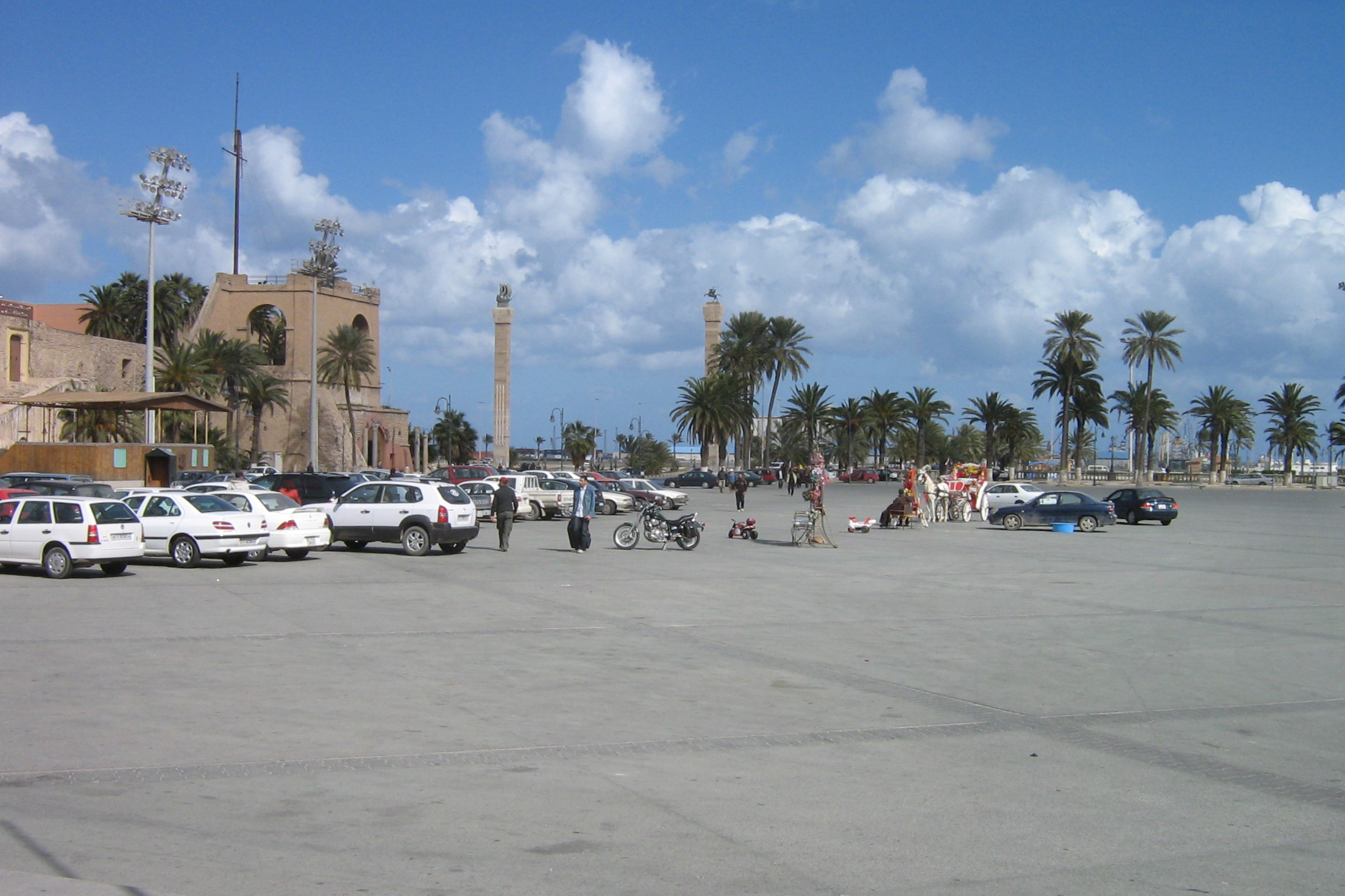
A tér látképe északi irányban. Baloldalt a Vörös kastély

A Mártírok tere a város északi részén fekszik, az óváros keleti részén, közel a kikötőhöz. Régebben a tér szinte közvetlenül a tengerparton feküdt, a feltöltések miatt napjainkban kissé távolabb található. A tér nyugati oldalán található a híres Vörös kastély, keleti oldalán egy park terül el.

## Történelme
A tér a líbiai olasz uralom alatt épült ki, az épületek stílusa is ezt mutatja. Ekkoriban a tér a Piazza Italia, azaz az Olasz tér nevet viselte. A líbiai függetlenség (1951) kikiáltása és az 1969-es puccsig a Függetlenség tere nevet viselte, a király elűzése után Moammer Kadhafi ezredes adta a Zöld tér nevet, utalva a politikai mozgalmára. Ezen időszakban Kadhafi-párti tüntetések is zajlottak a téren. A 2011-es líbiai polgárháború befejeztével a tér visszakapta a királyság alatt használatos nevét.

## 2011-es tüntetések
A kirobbanó, Kadhafi-ellenes líbiai polgárháború kezdeti szakaszában több heves tüntetés és összecsapás is lezajlott a téren. 2011. február 20-án és 25-én a Kadhafi-ellenes tüntetők megpróbálták elérni a Zöld teret, összecsaptak a kormányfőt támogató hívekkel, a biztonsági erők pedig tüzet nyitottak a tömegre, számos halálos áldozatot és sérültet okozva.